# Alexander Münninghoff
Alexander Harry Joan Frans Silvius Münninghoff (Posen, 13 april 1944 – Den Haag, 28 april 2020) was een Nederlands journalist. Van 1974 tot 2007 werkte hij voor de Haagsche Courant. Münninghoff heeft veel artikelen en boeken over de schaaksport geschreven. In 1983 won hij de Prijs voor de Dagbladjournalistiek en in 2015 de Libris Geschiedenis Prijs voor zijn boek De stamhouder.

## Leven en werk

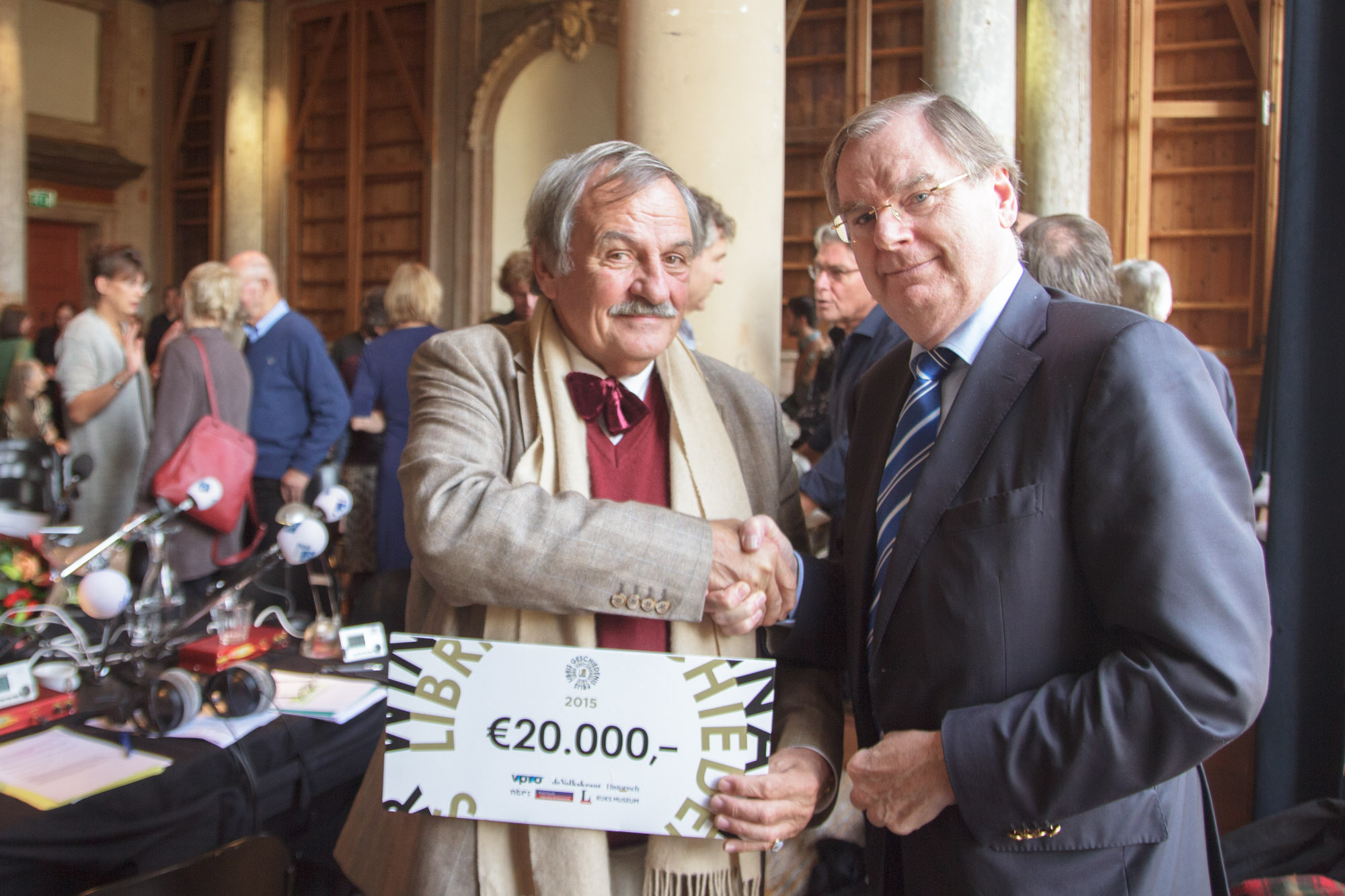
Münninghoff ontvangt Libris-prijs uit handen van Bernard Wientjes

Münninghoffs grootvader, een Nederlander, had zich na de Eerste Wereldoorlog in Letland gevestigd, waar hij trouwde met een Russische gravin van Baltisch-Duitse afkomst. De familie verliet Letland in 1939 vanwege het Molotov-Ribbentroppact en de dreigende inval van de Sovjet-Unie. Tijdens de Tweede Wereldoorlog, die na de ondertekening van het Molotov-Ribbentroppact was uitgebroken, vocht Münninghoffs vader voor de Waffen SS aan het Oostfront. Münninghoffs moeder was net als veel andere Baltische Duitsers in Posen terechtgekomen, waar Alexander Münninghoff in 1944 werd geboren.
Münninghoff doorliep het Gymnasium Haganum. Hij studeerde Slavische taal- en letterkunde aan de Universiteit Leiden en aan de Universiteit van Amsterdam. Hij werkte indertijd voor de MID als instructeur Russisch. Als journalist was hij tussen 1986 en 1991 correspondent in Moskou voor de Haagsche Courant. Voor dezelfde krant was hij oorlogscorrespondent in Cambodja en El Salvador. Verder versloeg hij de Eerste Golfoorlog tussen Iran en Irak. In 2014 publiceerde hij de bewogen geschiedenis van zijn familie onder de titel De stamhouder. Een familiekroniek. Voor dat boek ontving hij op 25 oktober 2015 de Libris Geschiedenis Prijs.
Hij presenteerde op televisie diverse programma's voor Schooltv van TELEAC.
Münninghoff woonde jarenlang in het Statenkwartier in Den Haag, waar hij 28 april 2020 op 76-jarige leeftijd overleed.

## Politiek
In 2009 richtte Münninghoff samen met Maurice Koopman en Jan Nagel de partij OokU (Onafhankelijke Ouderen- en Kinderen Unie) op. Deze groepering deed onder de naam 50PLUS in 2011 mee aan de Nederlandse Provinciale Statenverkiezingen en Eerste Kamerverkiezingen, waarvoor hij ook op de lijst stond. Nagel en Münninghoff waren schaakvrienden.

## Schaken
Münninghoff was een verdienstelijk schaker. Hij schreef ook boeken over schakers (Donner, Euwe en Fischer) en over de Haagse schaakvereniging Discendo Discimus. Zijn boek Max Euwe - biografie van een wereldkampioen (1976) verscheen ook in Russische (1979) en Engelse vertaling (2001).

## Televisieserie
De stamhouder werd verfilmd door regisseur Diederik van Rooijen en in 2023 uitgezonden door AVROTROS. De rol van Alexander Münninghoff werd vertolkt door Matthijs van de Sande Bakhuyzen. Zijn vader werd gespeeld door Robert de Hoog en door Marcel Hensema en zijn grootvader door Gijs Scholten van Aschat.

## Secundaire literatuur
- Max Euwe Centrum: Schaakcanon, 2010
- Chaja Polak, De man die geen hekel had aan Joden. Een botsing met het verleden. Amsterdam/Antwerpen, Uitgeverij Atlas Contact, 2018. ISBN 978-90-450-3769-1

- Bibliothèque nationale de France: cb12452998p (data)
- Digitale Bibliotheek voor de Nederlandse Letteren: munn040
- Gemeinsame Normdatei: 1063383730
- International Standard Name Identifier: 0000 0000 3111 1353
- Library of Congress Control Number: n92068523
- Nationale Bibliotheek van Tsjechië: xx0201160
- Nederlandse Thesaurus van Auteursnamen: 071125787
- Système universitaire de documentation: 03368765X
- Virtual International Authority File: 39473781
- WorldCat: E39PBJv4gM7tKpbCbVtmCj63Qq